# Сен-Сибардо
Сен-Сибардо́ (фр. Saint-Cybardeaux) — коммуна во Франции, находится в регионе Пуату — Шаранта. Департамент — Шаранта. Входит в состав кантона Руйак. Округ коммуны — Коньяк.
Код INSEE коммуны — 16312.
Коммуна расположена приблизительно в 390 км к юго-западу от Парижа, в 95 км южнее Пуатье, в 20 км к северо-западу от Ангулема.

## Население
Население коммуны на 2008 год составляло 787 человек.
| 1962 | 1968 | 1975 | 1982 | 1990 | 1999 | 2008 |
| ---- | ---- | ---- | ---- | ---- | ---- | ---- |
| 708  | 739  | 716  | 670  | 724  | 741  | 787  |

## Администрация
| Период | Период | Фамилия        | Партия | Примечания |
| ------ | ------ | -------------- | ------ | ---------- |
| 1995   | 2008   | Жан-Луи Пейорг |        |            |
| 2008   | 2014   | Франсис Руа    |        | фермер     |

## Экономика
В 2007 году среди 504 человек в трудоспособном возрасте (15—64 лет) 365 были экономически активными, 139 — неактивными (показатель активности — 72,4 %, в 1999 году было 70,5 %). Из 365 активных работали 338 человек (189 мужчин и 149 женщин), безработных было 27 (9 мужчин и 18 женщин). Среди 139 неактивных 43 человека были учениками или студентами, 56 — пенсионерами, 40 были неактивными по другим причинам.

## Достопримечательности
- Галло-римский алтарь в Бушо (фр.). Исторический памятник с 1992 года[3]
- Галло-римский театр в Бушо (фр.), I—II век. Исторический памятник с 1881 года[4]
- Церковь Сен-Сибар (XI век), освящённая в честь святого Сибарда Ангулемского

## Фотогалерея

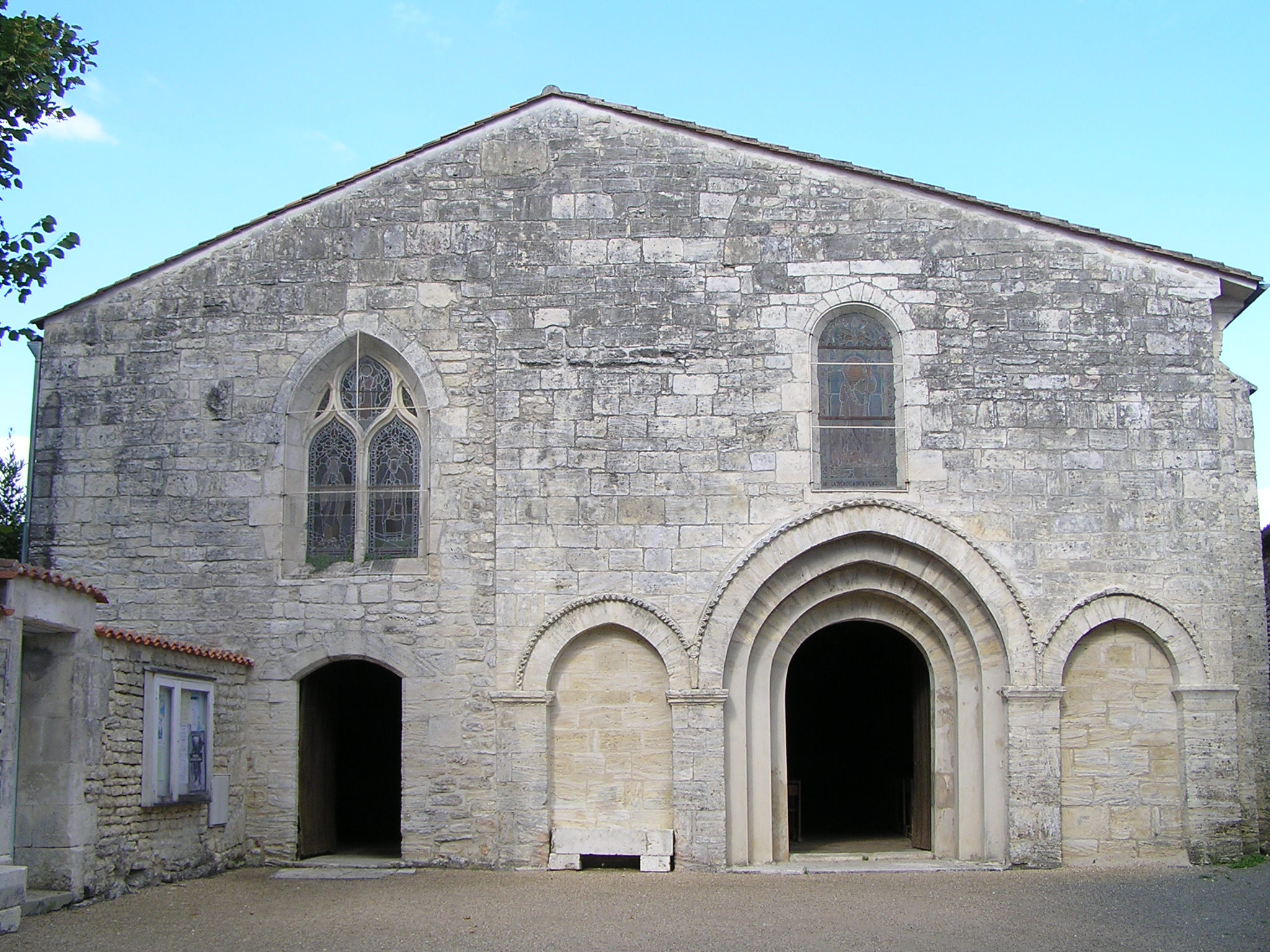
Церковь Сен-Сибар
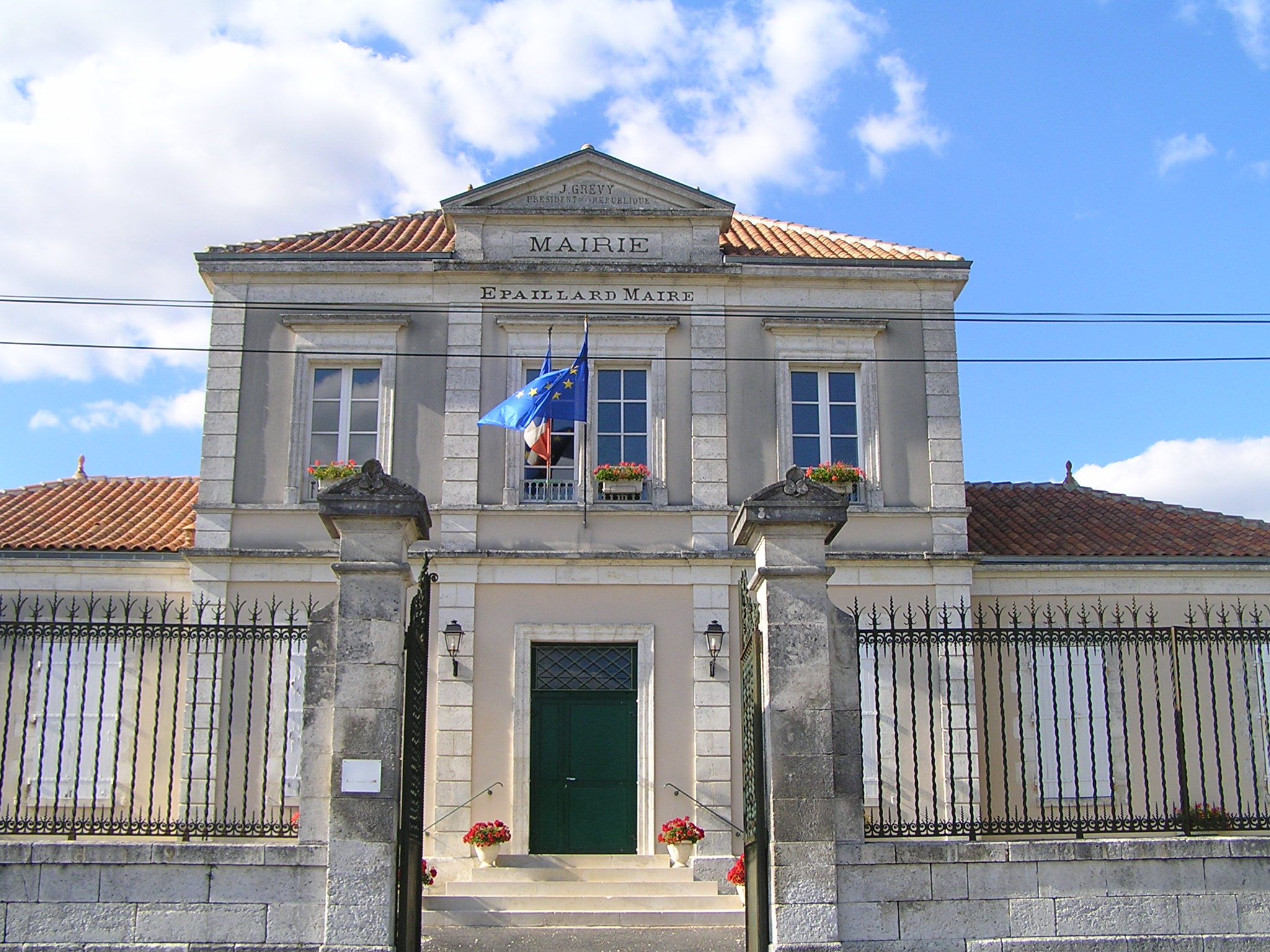
Мэрия
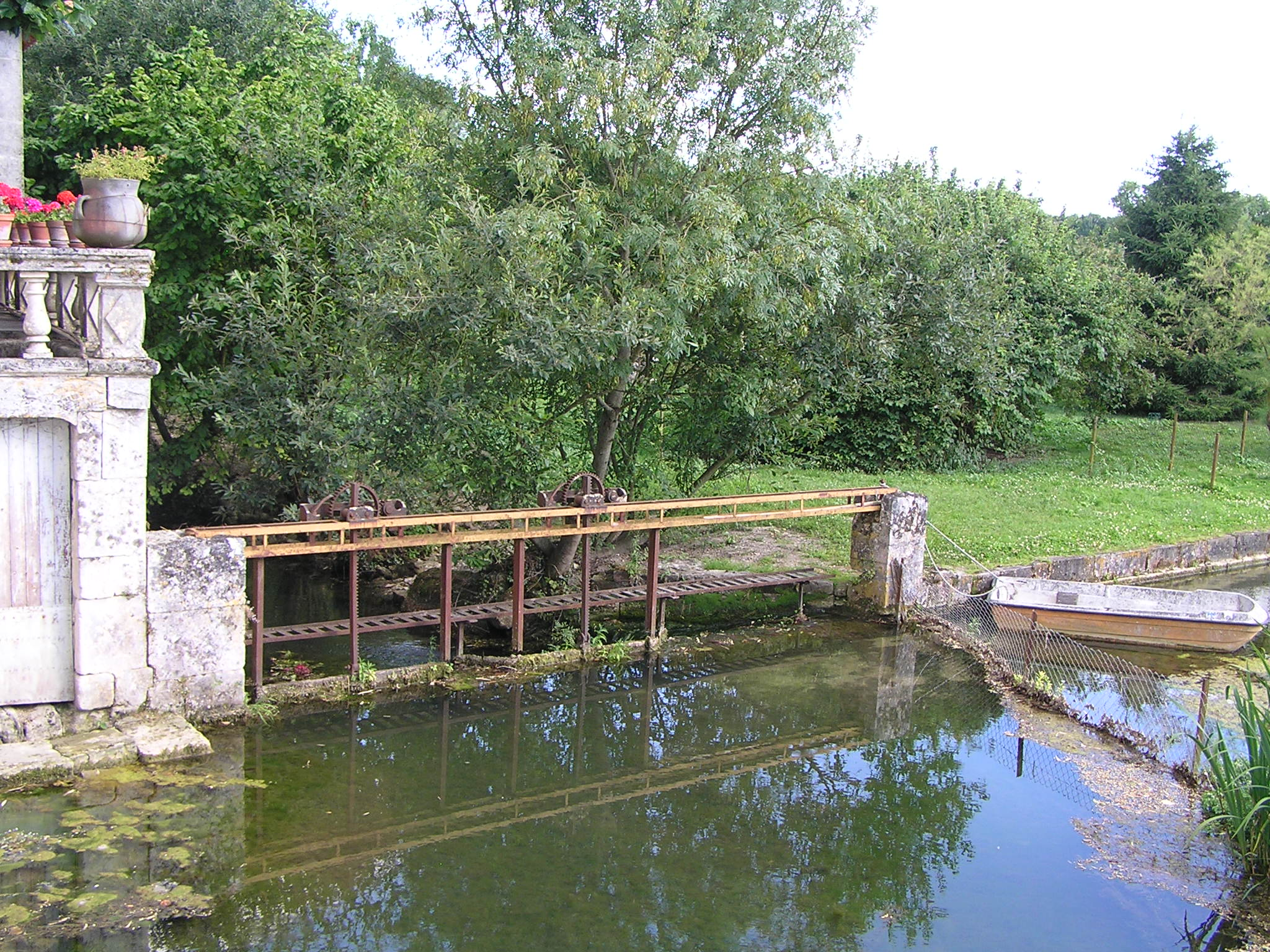
Река Нуэр[фр.]
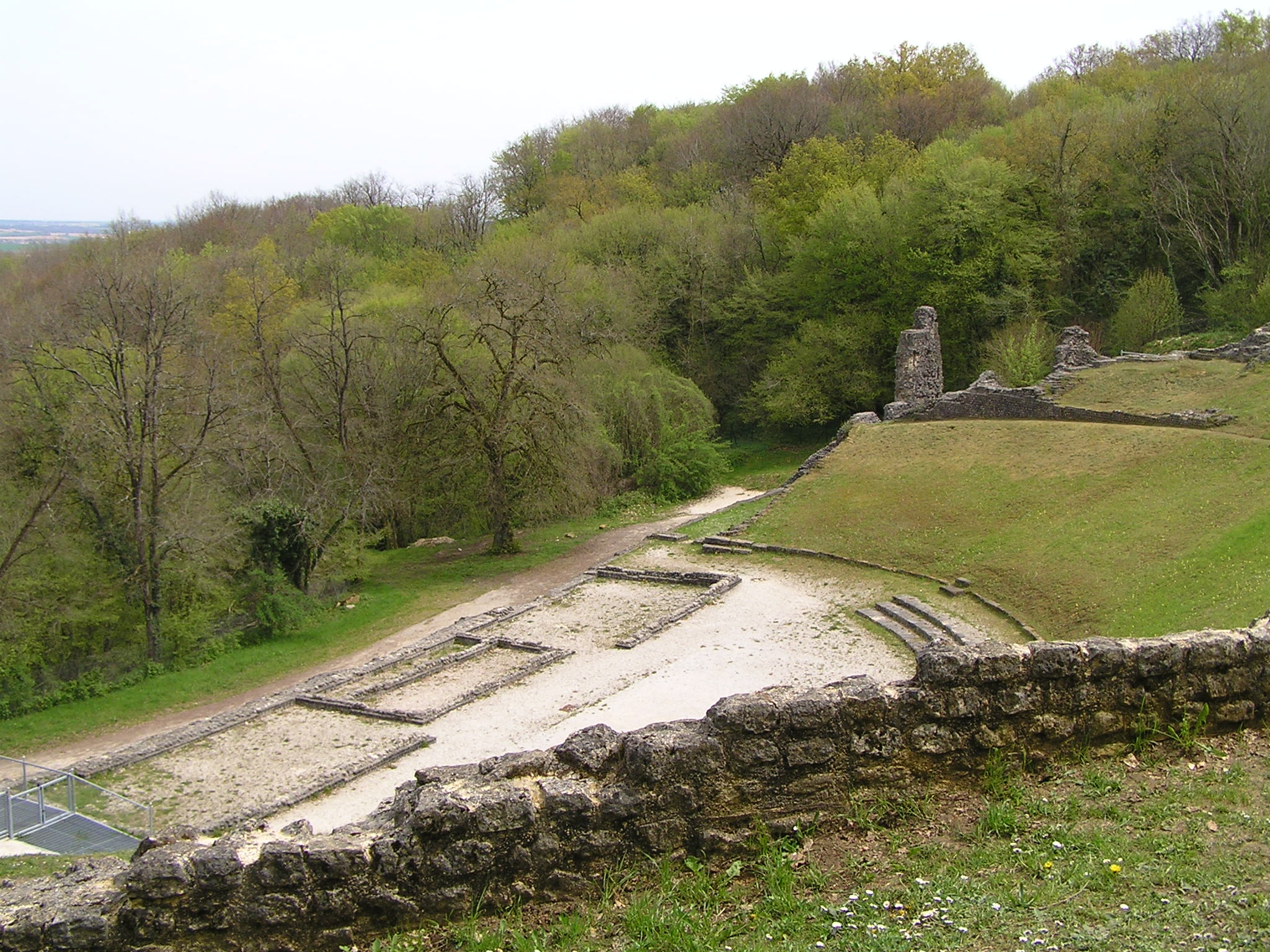
Галло-римский театр